# Eudes Ier de Champlitte
Eudes Ier de Champlitte, dit le Champenois, (né vers 1123, † vers 1187) est seigneur de Champlitte, vicomte de Dijon, et également un prétendant au titre de comte de Champagne. Il est le fils du comte de Champagne Hugues Ier et d'Isabelle/Elisabeth de Bourgogne (fille du comte de Bourgogne Étienne Ier et de Béatrice de Lorraine, elle-même fille du duc de Lorraine Gérard Ier).

## Biographie
À sa naissance en 1123, le comte de Champagne Hugues Ier ne reconnaît pas sa légitimité et le chasse avec sa mère. En 1125, Hugues Ier décide de devenir Templier. Il déshérite alors Eudes et légue le comté de Champagne à son neveu Thibaud II de Champagne ou Thibaud IV de Blois.
Eudes est alors recueilli par sa famille maternelle et devient seigneur de Champlitte qu'il tient probablement du chef de sa mère Isabelle ou de la libéralité de son oncle Renaud III, comte de Bourgogne. Il entre également en possession de celles de Port-sur-Saône et Champvans.
Il prendra le surnom d'Eudes le Champenois en mémoire de sa naissance et des prétentions qu'il avait au comté de Champagne.
Vers 1137, son mariage avec Sybille de La Ferté fait entrer le titre de vicomte de Dijon dans la maison de Champlitte-Pontailler.
En 1143, ses prétentions semblent pouvoir se réaliser. Le roi de France Louis VII le Jeune est en guerre avec le comte Thibaut II de Champagne et s’empare de la ville de Vitry et place Eudes le Champenois en possession de cette ville, probablement dans le but de lui donner par la suite le comté de Champagne tout entier. Toutefois, la paix entre le roi et le comte est restaurée et Eudes est obligé de rendre la ville.
En 1148, à la mort de son oncle Renaud III de Bourgogne, le comté de Bourgogne revient à Béatrice Ire de Bourgogne, qui épouse huit ans plus tard l'empereur Frédéric Barberousse. Eudes devient alors le cousin par alliance de l'empereur germanique qui lui accorde l'usufruit de trois fiefs provenant de la succession de Renaud III : Quingey, Isle-sur-le-Doubs, et Loye.
En 1171, il accompagne le duc de Bourgogne Hugues III et le comte de Sancerre Étienne Ier en pèlerinage en Terre Sainte.

## Mariage et enfants
Vers 1137, il épouse Sybille de La Ferté, fille d'Hugues de Beaumont et de Mathilde de La Ferté (et nièce de Josbert II de Laferté, vicomte de Dijon, et probablement petite-fille de Josbert Ier, sénéchal du comte Hugues de Champagne), dont il a six enfants connus :
- Eudes II de Champlitte, qui succède à son père ;
- Guillaume Ier de Champlitte, qui succède à son frère ;
- Pons de Champlitte, cité en 1151 ;
- Louis de Champlitte († vers 1202) ;
- Hugues de Champlitte († vers 1196) ;
- Béatrix de Champlitte († 1217/1219), mariée vers 1170 en premières noces à Simon III de Clefmont (dont elle a au moins un fils : Simon IV de Clefmont), puis , une fois veuve, en secondes noces vers 1196 Geoffroy de Vaudémont, seigneur de Deuilly.

## Sources
- Marie Henry d'Arbois de Jubainville, Histoire des Ducs et Comtes de Champagne, 1865.
- Ernest Petit, Histoire des ducs de Bourgogne de la race capétienne, 1888.